# Georg Bernhard von Bilfinger
Georg Bernhard Bilfinger, ab 1851 von Bilfinger, (* 8. November 1798 in Oppelsbohm; † 18. März 1872 in Stuttgart) war ein deutscher Jurist und Verwaltungsbeamter.

## Leben
Bilfinger wuchs in einem evangelischen Pfarrhaus auf. Als Sohn eines Pfarrers studierte Bilfinger Rechtswissenschaften in Tübingen, wo er 1819 Mitglied der Burschenschaft Germania Tübingen wurde. 1825 wurde er Regierungssekretär in Ulm. Von 1829 bis 1832 war er Oberamtmann (Amtsverweser) beim Oberamt Balingen, bis 1835 Oberamtmann beim Oberamt Waldsee und schließlich bis 1844 Oberamtmann beim Oberamt Hall. 1844 wurde er Oberfinanzrat im Finanzministerium. Er war auch Mitglied der Zentralstelle für die Landwirtschaft und der Allgemeinen Württembergischen Sparkasse. Ab 1861 war er als Direktor Kollegialmitglied bei der Oberrechnungskammer in Stuttgart, deren Vorstand er ab 1868 angehörte.

## Ehrungen
- 1851 Orden der Württembergischen Krone, Ritterkreuz[1]